# Выборг (линейный корабль, 1710)
«Выборг» — парусный 50-пушечный линейный корабль Балтийского флота России. Второй (после «Риги») линейный корабль, построенный для Балтийского флота.

## Описание корабля
Парусный линейный корабль 4 ранга, один из четырёх кораблей типа «Рига». Корабли данного типа стали первыми кораблями Балтийского флота, обладали слабой мореходностью и низкими маневренными качествами, что было обусловлено строительством на приладожских верфях. Длина судна составляла 35,7 метра, ширина — 12,3 метра, а осадка — 4 метра. Экипаж судна состоял из 330-и человек, а вооружение составляли 50 орудий, при этом на нижнем деке были установлены 18-фунтовые орудия, на верхнем — 12-фунтовые, а на фордеке и баке — 4-фунтовые. Название корабль получил в честь крепости Выборг, взятой русскими войсками 13 (24) июня 1710 года.

## История строительства
Корабль был заложен на Новоладожской верфи вместе с ещё одним кораблём: «Ригой» в августе 1708 года. Строительство обоих кораблей велось английским корабельным мастером на русской службе Ричардом Броуном. Спущен не позднее 25 июня (6 июля) 1710 года. Вошёл в состав Балтийского флота России.

## История службы
После спуска участвовал в торжественных церемониях на Неве в Санкт-Петербурге, проводившихся в честь захвата русскими войсками города Риги. После празднования русских побед в июне 1710 года перешёл из Санкт-Петербурга к Кроншлоту.
Принимал участие в Северной войне. С августа по октябрь 1710 года маневрировал у Кроншлота под флагом Петра I. В 1711 и 1712 годах выходил к Кроншлоту для защиты Санкт-Петербурга с моря в составе эскадры, а на зимовку уходил в Неву. Совершал манёвры на рейде с целью обучения экипажа. С мая 1713 года в составе эскадры вице-адмирала К. И. Крюйса крейсировал в Финском заливе. 10 (21) и 11 (22) июля участвовал в преследовании отряда шведских судов, под командованием капитан-командора Рааба шёл головным в колонне.
11 (22) июля 1713 года вместе с линейными кораблями «Рига» и «Святой Антоний» наскочил на камни банки Кальбодагрунд. Несмотря на усилия всех гребных судов эскадры, стащить корабль с камней не удалось. В ночь на 12 (23) июля 1713 года корпус корабля переломился и наутро был сожжён экипажем. Два других корабля удалось спасти.

## Командиры
Командирами корабля «Выборг» в разное время служили:
- Н. А. Сенявин (1710 год).
- П. Беземакер (1712 год).
- В. Шельтинг (1713 год).

## Памятник
В городе Новая Ладога по улице Черокова по запросу Администрации города 23 декабря 2021 года был установлен памятник «Бронзовый корабль „Выборг“». Монумент представляет собой уменьшенную копию корабля парусного 50-пушечного линейного корабля, установленную на постаменте. Исполнителем проекта по установке памятника была студия «Поликлетус», а дизайнером, создавшим его макет, Владимир Петухов. При создании 3D макета памятника автор консультировался с историками Центрального военно морского музея им. Петра Великого.